# Barsalloch Fort

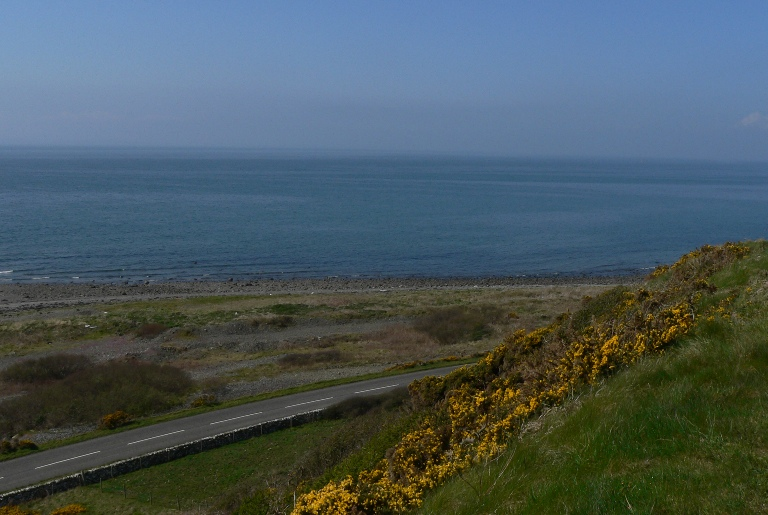
Uitzicht vanaf Barsalloch Fort over Luce Bay.

Barsalloch Fort, ook bekend als Barsalloch Point, was een versterkte hoeve of klein dorp uit de ijzertijd, gelegen 1,2 kilometer ten westen van Monreith aan de A747 in de Schotse regio Dumfries and Galloway. De menselijke bewoning begon reeds in het mesolithicum.

## Beschrijving
Barsalloch Fort ligt op de hoek van een natuurlijke rotshoogte boven Barsalloch Point uitkijkend over Luce Bay. Het was een versterkte hoeve of klein dorp met een D-vormige plattegrond, waarbij de ronding van de D zich landinwaarts bevond. Een tien meter brede en 3,5 meter diepe U-vormige greppel aan deze landzijde is duidelijk zichtbaar. Aan beide zijden van de greppel bevindt zich een opgeworpen aarden wal, die maximaal 2 meter breed is en 1,1 meter hoog. Het fort meet binnen de omwalling en greppel 42 meter bij 44 meter.
Vermoedelijk bood het fort onderdak aan een paar families.
Er hebben geen archeologische opgravingen plaatsgevonden in Barsalloch Fort. Op basis van opgravingen gedaan bij de vergelijkbare en nabijgelegen nederzetting Rispain Camp wordt Barsalloch Fort gedateerd op 100 v.Chr. Menselijke bewoning in dit gebied stamt al uit 6000 v.Chr.

## Beheer
Barsalloch Fort wordt beheerd door Historic Scotland en is vrij toegankelijk.